# Некоторые девчонки
«Не́которые девчо́нки» или «Ну, и де́вушки» (англ. Some Girls) — трагикомедия, повествующая о праздничном времяпрепровождении студента колледжа Майкла. Премьера состоялась 9 сентября 1988 года.

## Сюжет
По приезде Майкла в Канаду погостить к девушке Габриэле на Рождество с ним начинают происходить интересные странности. Начиная с того, что подруга заявляет, что его больше не любит, и заканчивая причудами членов семьи д´Арк: бабушка считает его своим покойным мужем, сёстры проявляют к нему явный интерес, а отец очень творческий человек.

## Роли исполняли
- Патрик Демпси — Майкл
- Дженнифер Коннелли — Габриэла д´Арк
- Шейла Келли — Иренка д´Арк
- Лэнс Эдвардс — Ник
- Лиля Кедрова — Бабушка
- Флоринда Болкан — Mrs. d’Arc
- Андрэ Грэгори — Mr. d’Arc
- Эшли Гринфилд — Симон д´Арк
- Жан-Луис Милльетте — Отец Уолтер
- Санна Враа — Молодая бабушка